# João Jesus
João Pedro Jesus (Lisboa, 1 de outubro de 1990) é um actor e dobrador português. 

## Biografia e carreira
Começou a estudar teatro na Escola Profissional de Teatro de Cascais após ter terminado o 9º ano. Deixou o futebol para trás e agarrou-se a sua paixão pela representação, quando começou aos 17 anos no teatro experimental de cascais encarou tudo aquilo que estava a viver como uma profissão.
Ficou conhecido na  televisão após a sua participação na serie da RTP1 "Depois do Adeus" e no filme "Os Gatos não Têm Vertigens" onde contracenou com uma das mais reconhecidas actrizes portuguesas Maria do Céu Guerra. Porém também conseguiu ter o reconhecimento do publico após vencer o prémio Sophia em 2015 na categoria de melhor ator principal.
Em 2008, entra nas dobragens portuguesas em programas infantojuvenis como Ben 10, fazendo a voz de Ben ou em Zeke & Luther, onde fez a voz portuguesa de Zeke (Hutch Dano), juntamente com Luís Lobão, que também fez a voz portuguesa do Luther (Adam Hicks).
Em 2014 fez uma participação especial na novela "Sol de Inverno" onde contracenou com a atriz Joana Ribeiro, com quem manteve uma relação amorosa durante alguns anos.
Em 2015 teve uma par especial como ator convidado na novela "Mar Salgado".
Ainda 2015 estreou-se nas novelas com o seu primeiro papel de protagonista onde fez de Gonçalo Nogueira na novela " Poderosas" tendo contracenando com a atriz Joana Ribeiro que fazia de sua irmã, a atriz Margarida Marinho que fazia de sua mãe, com a actriz Sara Barros Leitão entre outros atores como Rogério Samora, Maria João Luís, Soraia Chaves e Tomás Alves.
Em 2016 deu vida a Gabriel Neto e contracenou com Victoria Guerra na novela "Amor Maior".
Em 2018 é o protagonista da novela "Vidas Opostas" onde da vida a Ricardo Candal onde contracena com a actriz Sara Matos.
Em 2021 dá a voz a Leonardo DiCaprio na versão portuguesa de "Não Olhem Para Cima", do realizador Adam McKay.
Em 2022 participa como Gonçalo na série da OPTO "Praxx" e volta a contracenar com Sara Matos na novela da SIC "Sangue Oculto". Em 2024 protagoniza a novela da SIC "Senhora do Mar".
Após 10 anos a trabalhar para a SIC, em julho de 2024 é anunciada a sua contratação para a TVI, para protagonizar a nova novela da estação, com Margarida Corceiro e Kelly Bailey. 

## Televisão
| Ano         | Projeto           | Papel                           | Notas                        | Canal |
| ----------- | ----------------- | ------------------------------- | ---------------------------- | ----- |
| 2013        | Depois do Adeus   | Pedro Cardoso                   | Elenco Principal             | RTP1  |
| 2013 - 2014 | Os Filhos do Rock | Rui Reininho                    | Elenco Principal             | RTP1  |
| 2014        | Sol de Inverno    | Henrique                        | Participação especial        | SIC   |
| 2014        | Mar Salgado       | Simão                           | Ator Convidado               | SIC   |
| 2015 - 2016 | Poderosas         | Gonçalo Nogueira                | Co- Protagonista             | SIC   |
| 2016 - 2017 | Amor Maior        | Gabriel Neto                    | Elenco Principal             | SIC   |
| 2018 - 2019 | Vidas Opostas     | Ricardo Candal                  | Protagonista                 | SIC   |
| 2019 - 2021 | Terra Brava       | Afonso Maria Gonçalves Ferreira | Elenco Principal             | SIC   |
| 2020        | A Generala        | Artur Mourato                   | Elenco Principal (OPTO)      | SIC   |
| 2021 - 2022 | A Serra           | Gustavo Folgado                 | Co- Protagonista             | SIC   |
| 2022        | Praxx             | Gonçalo Vilar (Dux)             | Protagonista (OPTO)          | SIC   |
| 2022 - 2023 | Sangue Oculto     | Nelson Apolinário               | Elenco Principal             | SIC   |
| 2023        | Vale Tudo         | Ele Próprio                     | Concorrente                  | SIC   |
| 2023        | O Clube           | Rodrigo Pires                   | Participação Especial (OPTO) | SIC   |
| 2024        | A Máscara         | Urso Polar                      | Concorrente                  | SIC   |
| 2024 - 2025 | Senhora do Mar    | Pedro Bettencourt               | Protagonista                 | SIC   |
| 2024 - 2025 | A Fazenda         | Joel Agapito                    | Protagonista                 | TVI   |
| 2025        | Congela           | Ele Próprio                     | Concorrente                  | TVI   |

## Teatro
| Ano  | Peça                           | Local                          |
| ---- | ------------------------------ | ------------------------------ |
| 2012 | Do Amor Não se Foge            | Auditório Fernando Lopes-Graça |
| 2013 | Feio                           | Auditório Fernando Lopes-Graça |
| 2015 | Cyrano de Bergerac             | Teatro Nacional D. Maria II    |
| 2016 | Alice no Jardim das Maravilhas | Parque Marechal Carmona        |
| 2016 | Autor                          | Auditório Fernando Lopes-Graça |

## Dobrador
| Ano  | Nome                                  | Personagem                  |
| ---- | ------------------------------------- | --------------------------- |
| 2008 | ICarly                                | Freddie Benson              |
| 2009 | Ben 10                                | Ben Tennyson                |
| 2009 | Zeke e Luther                         | Zeke Falcone                |
| 2011 | A.N.T. Farm: Escola de Talentos       | Cameron                     |
| 2011 | Os Mistérios do Alfredo Ouriço        | Alfredo                     |
| 2011 | Shake It Up                           | Deuce                       |
| 2012 | Dance!                                | Inácio (Nacho, no original) |
| 2013 | Gravity Falls                         | Dipper                      |
| 2013 | H₂O: A Ilha de Mako                   | Cam Mitchell                |
| 2014 | Liv e Maddie                          | Joey Rooney                 |
| 2014 | Não Fui Eu!                           | Logan                       |
| 2015 | Riley e o Mundo                       | Lucas                       |
| 2017 | Mech-X4                               | Ryan Walker                 |
| 2018 | O11ZE                                 | Lorenzo Guevara             |
| 2021 | Não Olhem Para Cima                   | Dr. Randall Mindy           |
| 2022 | O Senhor dos Anéis: Os Anéis de Poder | Médhor                      |

## Cinema
| Ano  | Nome                       | Personagem        | Elenco            | Género do Filme |
| ---- | -------------------------- | ----------------- | ----------------- | --------------- |
| 2008 | Azeitona                   | Pedro             | Elenco Secundário | Curta-Metragem  |
| 2014 | Os Gatos Não Têm Vertigens | Jó                | Elenco Principal  | Filme Português |
| 2015 | Enfado                     | Pedro Albuquerque | Elenco Principal  | Curta-Metragem  |
| 2016 | Gelo                       | Génio, Médio X    | Elenco Secundário | Filme Português |
| 2016 | Noiva                      | Noiva             | Elenco Principal  | Curta-Metragem  |
| 2021 | O Som Que Desce na Terra   | Soldado Zé        | Elenco Secundário | Filme Português |

## Prémios
- João foi o vencedor do prémio Sophia do melhor ator principal, que premeiam os melhores do cinema em Portugal.[2]